# Sven Riederer
Sven Riederer, né le 27 mars 1981 à Zurich, est un triathlète suisse, septuple champion de Suisse de triathlon courte-distance (2002, 2005, 2006, 2008, 2009, 2010 et 2014).

## Biographie
Il est médaillé de bronze aux Jeux olympiques d'été de 2004 à Athènes, avec un temps d'1 heure, 51 minutes, 32 secondes. Il est aussi 23e en 2008 et diplômé en 2012, avec une 8e place.

## Palmarès
Le tableau présente les résultats les plus significatifs (podium) obtenus sur le circuit international de triathlon depuis 2003,.
| Année | Compétition                                        | Pays                | Position          | Temps           |
| ----- | -------------------------------------------------- | ------------------- | ----------------- | --------------- |
| 2019  | Ironman Suisse                                     | Suisse              | Médaille d'argent | 8 h 24 min 7 s  |
| 2018  | Ironman 70.3 Dubaï                                 | Émirats arabes unis | Médaille d'argent | 4 h 1 min 40 s  |
| 2018  | Challenge Davos                                    | Suisse              | Médaille d'or     | 3 h 41 min 19 s |
| 2017  | Challenge Rome                                     | Italie              | Médaille d'or     | 2 h 55 min 6 s  |
| 2014  | Coupe du monde - l'étape d'Alanya                  | Turquie             |                   | 1 h 45 min 57 s |
| 2014  | Coupe d'Europe - l'étape de Genève                 | Suisse              |                   | 1 h 58 min 44 s |
| 2013  | Coupe du monde - l'étape d'Alicante                | Espagne             |                   | 1 h 53 min 44 s |
| 2013  | WTS Kitzbühel                                      | Autriche            |                   | 56 min 46 s     |
| 2012  | WTS San Diego                                      | États-Unis          |                   | 1 h 48 min 52 s |
| 2012  | WTS Auckland                                       | Nouvelle-Zélande    |                   | 2 h 1 min 18 s  |
| 2011  | Championnats du monde de triathlon en relais mixte | Suisse              |                   | 1 h 9 min 44 s  |
| 2011  | WTS Pékin                                          | Chine               |                   | 1 h 48 min 14 s |
| 2011  | WTS Sydney                                         | Australie           |                   | 1 h 50 min 34 s |
| 2011  | WTS Kitzbühel                                      | Autriche            |                   | 1 h 52 min 59 s |
| 2010  | Championnats du monde de triathlon en relais mixte | Suisse              |                   | 1 h 13 min 31 s |
| 2010  | WTS Madrid                                         | Espagne             |                   | 1 h 52 min 59 s |
| 2009  | Grand Prix de triathlon - Étape de La Baule        | France              | Médaille d'or     | Timing          |
| 2006  | Coupe du monde - l'étape de Hambourg               | Allemagne           |                   | 1 h 43 min 15 s |
| 2005  | Championnat d'Europe                               | Suisse              |                   | 1 h 56 min 10 s |
| 2004  | Jeux olympiques - Athènes                          | Grèce               |                   | 1 h 53 min 11 s |
| 2003  | Coupe du monde - l'étape d'Athènes                 | Grèce               |                   | 1 h 53 min 11 s |